# Арра
Арра (лат. arrha, греч. άρραβών) — термин римского права, соответствующий российскому задатку. Это один из наиболее употребительных в практике римского права способов обеспечения обязательств, заключающийся в том, что один из контрагентов даёт другому какую-либо вещь или часть следующей по договору суммы вперёд с тем, чтобы доказать существование и обеспечить заключение или исполнение целого обязательства, или, другими словами, арра есть не что иное, как предварительное исполнение части обязательства со стороны того контрагента, который его даёт другому.
Таким образом, его назначение двояко:
- В первом случае арра удостоверяет существование главной сделки и обеспечивает её исполнение (arrha contractu perfecto data).
- Во втором случае арра обеспечивает заключение будущего, ещё не заключённого договора (arrha pacto unperfecto data).

Хотя дача арры допускалась по римскому праву в обеспечение всякого рода договоров, но чаще всего применялась при купле-продаже и при обручении. Предметом залога в первом случае была большею частью известная денежная сумма, а во втором — кольцо.
Арральная сделка, будучи контрактом вещественным, считалась совершенной лишь с момента выдачи денег или вещи, составляющих её предмет.
Юридические последствия заключаются в том, что контрагент, давший арру, в случае неисполнения лежавшего на нём обязательства теряет её, контрагент же, получивший её и виновный в неисполнении своих обязательств, должен возвратить другому двойную её стоимость. Несмотря, однако, на эти последствия, арра по гражданскому праву не устанавливала для контрагентов права отступления от главного обязательства путём предоставления арры или возвращения её в двойном количестве ввиду того, что стороне, не нарушившей договора, предоставлялось право выбора удержать или домогаться возвращения арры или же требовать исполнения главного обязательства.
Право отступления могло быть оговорено сторонами лишь путём специального договора (pactum displicientiae), так как целью арральной сделки является обеспечение, а не ослабление обязательной силы договора. Будучи сделкой придаточной, арра прекращалась с прекращением главного договора. В древнегерманском праве под аррой (denarius dei, Haftpphennig, Gottespfennig, Heiligergeistpfennig) подразумевали незначительную денежную сумму, даваемую в знак заключения сделки.
Как юридический термин, арра встречается во французском законодательстве конца XIX — начала XX века, которое, однако, придаёт ей отступной характер, то есть допускает право неисполнения главного обязательства с удержанием противной стороной или возвращением арры (dédit).